# Scituate (Rhode Island)
Scituate – miasto w Stanach Zjednoczonych, w stanie Rhode Island, w hrabstwie Providence.